# Снежа
Снежа́ (болг. Снежа) — село в Бургаській області Болгарії. Входить до складу общини Руєн.

## Населення
За даними перепису населення 2011 року у селі проживали 370 осіб, з них 242 особи (99,2%) — турки.
Розподіл населення за віком у 2011 році:
Динаміка населення: